# Бассет, Уильям (умер в 1185)
Уильям Бассет (англ. William Basset; ум. ок. 1185) — английский землевладелец, юстициарий, шериф Уорикшира и Лестершира в 1164—1170, шериф Линкольншира в 1177—1185 годах, младший сын юстициария Ричарда Бассета от брака с Матильдой Ридель, владелец Сапкота в Лестершире, родоначальник ветви Бассетов из Сапкота. Кроме того у него были земли в Уорикшире, Бакингемшире и ряде других графств. В 1168—1184 годах он участвовал в выездных заседаниях королевского суда, а с осени 1169 до 31 мая 1185 года он работал в суде казначейства.

## Происхождение
Уильям происходил из англо-нормандского рода Бассетов, представители которого в XII—XIII веках верно служили королям Англии, занимая разные административные и судебные посты, а также имея важное значение в Мидлендсе. Его родоначальником был Ральф Бассет (I), юстициарий короля Англии Генриха I Боклерка. Его сын Ричард Бассет (ум. до 1144) также был юстициарием Англии. Хронист Генрих Хантингдонский называет Ральфа и его сына Ричарда «юстициариями всей Англии», что указывает на географический охват его власти, чем он отличался от тех юстициариев, которые действовали от имени короля только в определённой области.
Владения Ричарда не составляли единого земельного комплекса, будучи разбросаны по 11 графствам. Он был женат на Матильде Ридель, дочери юстициария Джеффри Риделя (I), который утонул в 1120 году во время крушения Белого корабля. От этого брака родилось минимум трое сыновей и несколько дочерей.

## Биография
Год рождения Уильяма неизвестен. Он был младшим из сыновей Ричарда Бассета и Матильды Ридель. После смерти отца он унаследовал часть его земель. Основным его владением, вероятно, был манор Сапкота в Лестершире, кроме того у него были земли в Уорикшире, Бакингемшире и ряде других графств. Согласно «Красной книге казначейства», в 1166 году Уильям владел двумя рыцарскими феодами от графа Норфолка.
Как и его отец, Уильям оказался на королевской службе. В 1163 году он впервые упоминается в королевской администрации в качестве помощника шерифа Уорикшира и Лестершира, которым был его старший брат Ральф. В следующем году он стал шерифом, этот пост он занимал до 1170 года, когда был смещён в результате проведённого расследования. В 1177—1185 годах он был шерифом Линкольншира.
Имя Уильяма иногда присутствует в качестве свидетеля на королевских хартиях, но в основном он выполнял функции помощника юстициария. В 1168—1184 годах он участвовал в выездных заседаниях королевского суда. Кроме того, с осени 1169 до 31 мая 1185 года он работал в суде казначейства.
Уильям был одним из 7 судей, мнение которых приводится в «Трактате о законах и обычаях королевства Английского».
Известно, что Уильям пожаловал основанному его родителями монастырю Лонд мельницу.
Последний раз Уильям упоминается 31 мая 1185 года. Вероятно, он умер в этом году или чуть позже.
Наследником Уильяма стал его сын Симон. 

## Брак и дети
Имя жены Уильяма неизвестно. Дети:
- Симон Бассет (ум. 1205), владелец Сапкота, юстициарий[6][11].
- (?) Рейнольд Бассет (ум. после 1176/1177), имел владения в Уорикшире и Лестершире[6].